# Теракт в Кизляре (1996)
Террористи́ческий акт в Кизля́ре — эпизод Первой чеченской войны, в ходе которого с 9 по 10 января 1996 года боевики под командованием Салмана Радуева и Хункара Исрапилова атаковали город Кизляр в Республике Дагестан и, взяв группу из 200 заложников, 18 января возвратились на территорию Чечни. Первоначальная цель — ликвидация вертолётной базы российских федеральных сил. Однако в результате боестолкновения с федеральными силами боевики закрепились в местной больнице и взяли заложников. Используя ситуацию, Салман Радуев потребовал от руководства России вывести войска с территории Чечни и Северного Кавказа.
Теракт в Кизляре в точности повторил ситуацию июня 1995 года, когда на протяжении 6 суток группа Шамиля Басаева захватила и впоследствии удерживала больницу города Будённовск в Ставропольском крае. Тогда погибло 129 человек.

## Численный состав отряда боевиков
- Отряд Айдамира Абалаева — около 70 человек;
- Отряд Турпала Атгериева — около 40 человек;
- Отряд Сулеймана Радуева (брата Салмана Радуева) — около 60 человек;
- Отряд Руслана Исрапилова (родного брата Хункар Исрапилова) — около 30 человек;
- Отряд под командованием Мусы Чараева — около 40 человек.

Общее руководство операцией Д. Дудаев возложил на Хункара Исрапилова и Салмана Радуева, причём Исрапилов осуществлял военное руководство операцией, а Радуев — политическое: после захвата Кизляра он должен был вести переговоры с представителями российских властей и СМИ.

## События в Кизляре
9 января 1996 года, сразу после призыва Аслана Масхадова активизировать боевые действия против российских войск, военные формирования Ичкерии, действуя силами нескольких мобильных групп под руководством полевых командиров Хункар-Паши Исрапилова, Салмана Радуева и Турпал-Али Атгериева, совершили вооружённый налёт на территорию соседнего Дагестана, выбрав своей целью город Кизляр. Основной целью атак стали военные объекты города: подразделению Айдамира Абалаева было поручено, используя стрелковое оружие и гранатомёты, напасть на вертолётную базу, физически ликвидировать охрану, уничтожить находящиеся на ней вертолёты и захватить оружейный склад. Но на вертолётной базе ждали нападения, и им удалось отбить атаку боевиков; вертолёты, взорванные на базе, были неисправны. Вертолётная база находилась на окраине Кизляра, в 500 метрах от жилых домов, после неудачной атаки на рассвете боевики вошли в город с целью захвата заложников. Убили водителя рейсового городского автобуса, который пытался скрыться. В роддом они вошли ещё ночью. Утром они брали в заложники людей прямо на заводской проходной, которая находится недалеко от аэродрома. «Наурскому батальону» под командованием Мусы Чараева было поручено захватить войсковую часть № 3693, подавить сопротивление охранявшего её батальона Внутренних войск МВД России и постараться захватить как можно больше военнослужащих в плен. Это нападение в воинской части ждали. Первая же машина с боевиками была уничтожена во дворе примыкающего к воинской части многоквартирного жилого дома, при этом огонь вёлся сразу без предупреждения. Никакие федеральные силы до трёх часов дня в город не входили. Все силовики охраняли сами себя и ждали подкрепления, а боевики согнали с утра всех заложников в больницу и стали выжидать и предъявлять свои требования. Сводному отряду «Северо-восточного направления» под руководством Салмана Радуева — захватить авиационный завод и уничтожить его оборудование. Затем, собирая из близлежащих домов заложников, боевики предполагали выдвинуться вместе с ними к железнодорожному вокзалу и взять его под контроль.
Захват города целиком во время рейда не планировался, но в обстановке неминуемого окружения отрядам боевиков пришлось действовать по обстоятельствам. Удержать аэродром они не смогли, хотя в результате боя им удалось уничтожить два вертолёта Ми-8 и два бензовоза. Под натиском подошедших частей федеральных войск нападавшие были отброшены от места дислокации батальона и отступили в город, где выбрали более доступную для захвата цель — родильный дом и городскую больницу, взяв в заложники свыше ста человек — медицинский персонал клиники и находившихся там пациентов, всецело повторяя будённовский сценарий. Сразу же после этого боевики согнали в здание ещё свыше 3000 человек из близлежащих жилых домов. Разместив заложников на верхних этажах, террористы заминировали второй этаж, а сами забаррикадировались на первом, готовясь держать оборону. Часть из группы боевиков осталась удерживать мост через Терек на подходе к городу. К исходу дня 32 человека оказались убитыми и 64 получили ранения.
Боевики так и не вышли на переговоры с командованием федеральных сил, блокировавшим кварталы возле больницы. 10 января с сотней заложников они покинули город после переговоров с руководителями Республики Дагестан. Аргументы, приведенные дагестанским руководством, остались для всех загадкой.
Обратный маршрут группы Радуева прошёл по территории Дагестана. На свою сторону боевики хотели перейти в районе села Первомайское, расположенного в полукилометре от границы. Около границы колонна автобусов с боевиками и заложниками была остановлена предупредительным огнём, поразившим машину сопровождения дагестанского ГАИ (без жертв). Федеральные власти не собирались пропускать боевиков с заложниками на территорию Чечни: предполагалось, что они освободят людей на границе. Боевики же намеревались ехать с заложниками дальше, до штаба Дудаева в поселке Новогрозненский.
После обстрела колонна вернулась в село Первомайское, где боевики, прикрываясь заложниками, разоружили блокпост новосибирского МВД. В результате число пленных у боевиков увеличилось на 37 милиционеров.
11-14 января боевики укрепились в Первомайском. Село было блокировано федеральными войсками. К месту событий прибыли министр внутренних дел РФ Анатолий Куликов и директор ФСБ Михаил Барсуков. Переговоры зашли в тупик. Радуев постоянно менял свои требования. Настаивал, чтобы Григорий Явлинский, Борис Громов, Александр Лебедь и Егор Гайдар стали то посредниками в переговорах, то добровольными заложниками. Требовал, чтобы в переговорах участвовал премьер-министр Виктор Черномырдин.
15-18 января состоялось несколько попыток штурма села. Решение о начале операции было принято после известия о расстреле старейшин и нескольких милиционеров. Часть боевиков вырвалась из окружения, воспользовавшись проложенной над рекой Терек газовой трубой.
9 февраля 1996 г. Государственная Дума постановила амнистировать участников «противоправных действий» в Кизляре и Первомайском, при условии освобождения оставшихся в плену заложников. Позже Генеральный прокурор Юрий Скуратов подтвердил, что сотрудники милиции действительно попали в плен, а «правители решили обменять чеченских бандитов, арестованных в Первомайске», но, так как подобные действия являлись формально незаконными, то «выход был найден: Государственная дума приняла решение об амнистии».

## Бой за Первомайское
10 января боевики под прикрытием живого щита на девяти автобусах двинулись по направлению к Чечне, однако были остановлены федеральными силами, путём уничтожения моста через реку Терек с помощью НУРС Ми-24, в районе села Первомайское. Там боевики захватили блокпост новосибирского МВД, взяв в плен 36 милиционеров. Журналисты «окрестили» милиционеров убитыми ОМОНовцами, однако все сотрудники были живы. Заместитель командира милицейского отряда был убит при попытке оказать сопротивление. После этого боевики вошли в село.
Следующие четыре дня противостояния обе стороны активно готовились к боевым действиям. Боевики силами заложников укрепляли село. Федеральные войска подтягивали артиллерию, дополнительные подразделения, проводили рекогносцировку. Таким образом под Первомайским была сосредоточена разновидовая группировка войск общей численностью 2500 человек, 32 орудия и миномёта, 16 огнемётов, 10 гранатомётов, 3 установки РСЗО «Град», 54 БМП, 22 БТР, 4 БРДМ-2, несколько танков и боевых вертолётов. У С. Радуева было около 300 боевиков, свыше 100 заложников, 82-мм минометы, вывезенные из Кизляра на грузовиках с телами убитых, а также большое количество пулемётов, гранатомётов, огнемётов и иного оружия и боеприпасов. Боевики пополнили свой арсенал за счет разоружения блокпоста новосибирского МВД. 14 января из Москвы поступает информация о расстреле боевиками дагестанских старейшин и новосибирских милиционеров. Начальник центра общественных связей ФСБ Александр Михайлов опровергает эту информацию в тот же день. В документальном фильме «Заложники чёрного золота» он назовёт эту новость дезинформацией, направленной на дестабилизацию отношений Дагестана и Чечни.
15 января директор ФСБ Барсуков принимает решение провести штурм села Первомайского с применением вертолётов, танков и БТРов, невзирая на возможные потери заложников. Общее командование федеральных сил осуществлял Виктор Зорин, первый заместитель директора ФСБ Михаила Барсукова. Утром 15 января после малоэффективной артиллерийской подготовки и авиационной поддержки девять штурмовых групп — отряд специального назначения «Витязь», специальные отряды быстрого реагирования (СОБР) и подразделения 22-й отдельной бригады специального назначения ГРУ ГШ — пошли на штурм. Во втором эшелоне в полной готовности к штурму строений, в которых могли находиться заложники, шли штурмовые группы Управления «А» ФСБ и ЦСН СБП РФ. К 13 часам «витязи», преодолев канал, захватили первую линию обороны боевиков на окраине села и ворвались в юго-восточный квартал. Остальные, наткнувшись на ожесточённое огневое сопротивление в районе моста и кладбища, вынуждены были остановиться. Через два часа, понеся небольшие потери, остановился и «Витязь». С наступлением сумерек всем подразделениям было приказано отойти на исходные позиции.
16 января в ходе новой попытки штурма села погибли три офицера специального отряда быстрого реагирования «Рысь», включая командира отряда подполковника Крестьянинова.
16 января в турецком порту Трабзон террористами во главе с М. Токджаном, воевавшим, по его утверждению, в батальоне Басаева, был захвачен паром «Авразия» с преимущественно российскими пассажирами на борту. Требованиями террористов были снятие блокады села Первомайское и вывод федеральных войск с Северного Кавказа.
17 января утром в близлежащее от Первомайского село Советское со стороны Чечни прорвалась небольшая, возможно разведывательная, группа боевиков и уничтожила автомобиль УАЗ с дагестанскими омоновцами.
В ночь на 19 января основным силам боевиков (включая Радуева и Турпал-Али Атгериева) удалось вырваться из окружения и вернуться в Чечню. Общее число выдвинувшихся боевиков — 256 человек, которые выехали на 7 грузовиках КамАЗ. Во время ночного прорыва радуевцев из Первомайского, приняв бой, погибли 2 солдата (1 срочник и 1 контрактник) и 3 офицера 22-й отдельной бригады специального назначения. Прорыв шёл через их позиции. Погиб также находившийся на их позициях начальник разведки 58-й армии полковник А. Стыцина. Всего к операции были привлечены 40 военнослужащих 22 ОБрСпН (прибыло по 20 чел. из Ханкалы и Ростова). Из Ростова прибыли бойцы 411 ОСпН во главе с командиром отряда, из Ханкалы сборная группа. Данные о потерях других силовых структур разнятся и не могут быть точно определены.

## Вооружение
- Федеральные войска использовали стрелковое оружие, вертолеты Ми-24, «Грады», танки Т-72 и БТРы.
- Боевики использовали преимущественно лёгкое переносное вооружение: гранатомёты и ПТУРСы.

## Жертвы
В результате рейда на Кизляр и Первомайское погибли (по заявлению боевиков) около 800 военнослужащих, сотрудников МВД и мирных граждан Дагестана, несколько сотен человек получили ранения различной степени тяжести.
Российские военные заявили, что в ходе операции в селе Первомайском были освобождены 82 заложника, а еще 13 погибли. Кроме того, было объявлено, что потери среди штурмующих составили 26 человек убитыми и 128 ранеными. По другим данным, в Кизляре и Первомайском погибли не менее 78 военнослужащих и сотрудников милиции.
В Кизляре повреждено и разрушено более 800 домов и квартир, в Первомайском — 330 частных домовладений, также повреждено свыше 60 автомобилей и тракторов. Выведены из строя газопровод, водопровод, ЛЭП, разрушены здания мечети и медсанчасти.
Боевики уничтожили 2 вертолёта Ми-8 и 2 БТРа.

## Некоторые факты и последствия
- По утверждению газеты «Московские новости», о нападении боевиков в городе было известно заранее: поступали оперативные данные и подавляющая часть представителей чеченской диаспоры покинула Кизляр. Несмотря на это, военные оказались неподготовленными к нападению: боевики беспрепятственно прошли сквозь российские блокпосты. Сценарий их операции во многом повторял рейд боевиков Шамиля Басаева на Будённовск. (Хамид Иналов свидетельствовал: «О радуевской же группе, её составе, вооружении, маршруте и даже конкретном дне начала преступной акции было известно ещё 25 декабря 1995 года. Положившись на „авось“, мер так и не приняли. Печальный итог тех событий известен всем»[11].)
- Начальник Саратовского училища химических войск в 1981—1991 годах и генерал-майор казачьих войск, атаман Терского казачьего войска Владимир Шевцов утверждал, что группе терских казаков, желавших записаться в добровольцы и принять участие в освобождении заложников, милиция попросту отказалась выдавать автоматы. Он же заявлял, что если бы войска распылили специальные усыпляющие газы, то можно было бы спасти заложников и захватить террористов. Однако Шевцов при этом оговорился, что подобные вещества запрещены международной конвенцией, а при освобождении заложников подобные газы прежде в мире не использовали на тот момент[12].
- Осенью 2001 года газета «Жизнь» сообщила, что материальный ущерб жителей Кизляра и Первомайского в связи с действиями террористов был оценён следствием в 269 миллиардов рублей в ценах 1996 года. По информации издания «Московские новости», жителям Первомайского власти выделили в качестве компенсации по 250 миллионов неденоминированных рублей, и каждая семья получила по автомобилю «ВАЗ-2106»[13].
- 16 января 1996 года в турецком порту Трабзон группа террористов захватила пассажирский паром «Авразия», угрожая расстреливать заложников-россиян и затем взорвать судно. Террористы требовали прекратить штурм села Первомайское, где находилась окружённая бандитская группировка Салмана Радуева.
- Спустя месяц после события (9 февраля 1996 года) Государственная Дума приняла специальное постановление, согласно которому боевики Радуева были амнистированы. После этого Радуев освободил захваченных им новосибирских милиционеров. Задержанные в Первомайском боевики были отпущены на свободу (фактически обменены на пленных милиционеров), а тела погибших переданы для захоронения.
- После завершения Первой чеченской войны Салман Радуев, а также ряд полевых командиров, участвовавших в кизлярском теракте, были удостоены высшей награды Ичкерии — ордена «Къоман Сий» («Честь нации») — и звания бригадных генералов. Салман Радуев стал командующим созданной им «Армии генерала Дудаева» (АГД), Хункар-Паша Исрапилов некоторое время возглавлял Антитеррористический центр ЧРИ, Турпал-Али Атгериев стал министром госбезопасности в правительстве Аслана Масхадова, а Айдамир Абалаев также в течение непродолжительного времени являлся министром внутренних дел республики[14].
- Генерал-полковник Геннадий Трошев в своих мемуарах назвал рейд на Кизляр и битву под Первомайским провалом боевиков, приведя в качестве косвенного признака провала операции тот факт, что на момент написания этих мемуаров (на 2001 год) больше таких операций они не проводили[15].

## Документальные фильмы
- Д/ф «Заложники чёрного золота» из цикла «Криминальная Россия»